# 加賀料理 新館 東山
加賀料理 新館 東山（かがりょうり しんかん とうざん）は1920年（大正9年）に設立され、1992年（平成4年）12月に石川県金沢市小将町の県道10号線沿いの兼六園や第三善隣館などの近くに新しくオープンした。

## 沿革
- 1920年（大正9年）
  - 4月：石川県金沢市内に「加賀料理 東山」として設立
- 1945年（昭和20年）
  - 10月：当店を小将町に移転
- 1992年（平成4年）
  - 1月：当店の建て替えを開始
  - 12月：建て替えが完了し「加賀料理 新館 東山」へ改名
- 2010年（平成22年）
  - 4月：創業90周年を迎え、当店がリニューアルオープン
  - 5月：地下1・2階を宿泊部屋として客室に改造
- 2020年（令和2年）
  - 4月：営業時間を昼と夕から夕のみに変更
  - 6月：創業100周年を迎え、最後の営業となることが決定
  - 12月：100年の歴史に幕を閉じた
- 2021年（令和3年）
  - 1月：「兼六料理旅館」へ名称が変更